# Gospel Albums
De Gospel Albums (ook wel Top Gospel Albums) is een hitlijst die gepubliceerd wordt door Billboard. De lijst omvat statistieken van gospelalbums die populair zijn in de Verenigde Staten. De gegevens zijn gebaseerd op verkoopcijfers, die samengesteld zijn door Nielsen SoundScan.